# Wereldkampioenschappen freestyleskiën 2009
De dertiende editie van de Wereldkampioenschappen freestyleskiën werden van 2 tot en met 8 maart 2009 georganiseerd in het Japanse Inawashiro in het district Yama.
Op het programma stonden zowel voor mannen als voor vrouwen vijf disciplines:

## Programma
| Programma | Programma | Programma | Programma | Programma | Programma   |
| --------- | --------- | --------- | --------- | --------- | ----------- |
|           | 2 maart   | 4 maart   | 5 maart   | 7 maart   | 8 maart     |
| Mannen    | ski cross | aerials   | halfpipe  | moguls    | dual moguls |
| Vrouwen   | ski cross | aerials   | halfpipe  | moguls    | dual moguls |

## Deelname
Uit 32 landen namen in totaal 282 deelnemers (170 mannen / 112 vrouwen) aan de kampioenschappen deel.
| Japan (16/12) Canada (13/14) Verenigde Staten (16/11) Zwitserland (12/9) Frankrijk (14/5) Verenigd Koninkrijk (10/9) China (7/9) | Rusland (9/4) Australië (4/7) Kazachstan (6/4) Noorwegen (6/2) Oostenrijk (5/3) Zwitserland (4/4) Zweden (7/1) | Finland (7/-) Italië (6/1) Tsjechië (5/2) Oekraïne (3/2) Slovenië (3/2) Wit-Rusland (4/1) | Duitsland (1/3) Griekenland (2/1) Nieuw-Zeeland (2/1) Polen (2/1) Ierland (2/-) Mongolië (2/-) | Spanje (-/2) Denemarken (-/1) Hongkong (-/1) Liechtenstein (1/-) Roemenië (-/1 Taiwan (1/-) |

## Medaillewinnaars
| Discipline  | Goud               | Zilver         | Brons            |
| ----------- | ------------------ | -------------- | ---------------- |
| Mannen      |                    |                |                  |
| Aerials     | Ryan St. Onge      | Steve Omischl  | Warren Shouldice |
| Halfpipe    | Kevin Rolland      | Justin Dorey   | Xavier Bertoni   |
| Moguls      | Patrick Deneen     | Tapio Luusua   | Vincent Marquis  |
| Dual moguls | Alexandre Bilodeau | Nobuyuki Nishi | Tapio Luusua     |
| Ski cross   | Andreas Matt       | Thomas Zangerl | Davey Barr       |
| Vrouwen     |                    |                |                  |
| Aerials     | Li Nina            | Xu Mengtao     | Jacqui Cooper    |
| Halfpipe    | Virginie Faivre    | Megan Gunning  | Jennifer Hudak   |
| Moguls      | Aiko Uemura        | Jennifer Heil  | Nikola Sudová    |
| Dual moguls | Aiko Uemura        | Miki Ito       | Hannah Kearney   |
| Ski cross   | Ashleigh McIvor    | Karin Huttary  | Meryl Boulangeat |

1986 ·
1988 ·
1989 ·
1991 ·
1993 ·
1995 ·
1997 ·
1999 ·
2001 ·
2003 ·
2005 ·
2007 ·
2009 ·
2011 ·
2013 ·
2015 ·
2017 ·
2019 ·
2021 ·
2023
Lijst van wereldkampioenen freestyleskiën